# Опия
Опия (Опойя; Ὀποίη ; 5 в. до н. э.) — скифянка, жена скифского царя Ариапифа, мать Орика, после смерти Ариапифа, согласно Геродоту, стала женой своего пасынка и нового царя Скила
Современными исследователями отмечается, что Геродот из числа трех, известных Тимну (отсюда и самому Геродоту), имен жен Ариапифа называет лишь имя скифянки Опойи, матери Орика. Вероятно, она была достаточно авторитетной царицей. Её новый супруг Скил, как и прежний, был басилевсом Скифии.
Но ни Орик, ни, тем более, Опойя, не являются предметом специального интереса историка.
По одной из версий, историк мог принять за личное имя Опойя семейно-родственный скифский термин. Произношение имени матери Орика известно в нескольких вариантах — Опойя, Опия и др. — то в качестве скифского оригинала возможны с равной степенью вероятности два слова: ада (апай) и, в меньшей мере, — аби (абий), обозначающие в ряде тюркских языков (например, татарском и башкирском) женщину старшего по отношению к говорящему возраста, обычно родственницу (ср. тюркское имя скифской богини Апи — «аби» (Исмагилов, 1993). Отношения между Ориком и Опойей вполне допускают возможность употребления первым по отношению ко второй термина ада или аби в значении «мать». Окончательной оценки личность Опии в науке пока не имеет.
Лингвист Е.А. Белова предполагает связь имени Опия (Опойя) со словом opium (лат), ὄπιον от ὀπός, opos «маковый сок» (др-греч), Опiѧ (древнерусский); опой, опоить, опаивать в значении — «опьяняющая, очаровывающая». 